# クイズ関西人の脳みそ
『クイズ関西人の脳みそ』（クイズかんさいじんののうみそ）は、関西テレビで深夜に放送された後、1994年4月から同年9月まで同局で毎週月曜 19:00 - 19:30 （日本標準時）に放送されていた関西ローカルのクイズ番組である。
近畿地方在住の人々にアンケートを取り、関西人の趣味嗜好を探求した。司会は島田紳助が務めていた。

## ルール
解答者は4人。それぞれ100点の持ち点からスタートする。
アンケートのテーマを発表した後、解答者は1位となる回答は何かを予想する。アンケートの対象は、まず地域を1つ指定して、そこにいた関西人からアトランダムに50人選んで、彼らにリサーチをした。各自フリップに解答を最高2つまで記入し、さらに賭け点も記入する。
一旦賭け点の分だけ点数が引かれるが、正解した場合には、1個だけ書いて正解なら賭け点の5倍が、2個書いて正解なら賭け点の3倍が返還される。不正解の場合には、そのまま賭け点没収となる。
最終問題は、3種類の集団（ほぼ毎回、1つは主婦）各15名に関西の著名人の写真を見せて、その人の名前を答えさせる（苗字のみ→0.5P、フルネーム正解→1P）。パネラーは、どの集団が最もポイントが多いかを予想する。正解なら、賭け点の3倍が返ってくる。
最終的に得点が最も多かったパネラーがトップ賞。4人の街の人の顔写真がアトランダムに廻っているスロットを止めて、止まった人物が言った賞品が贈られる。

## テーマ曲
- オープニング：「ダンスのD」（小坂由美子） - 放送開始から解答者紹介時のBGMとしてイントロ部分がループされていた。
- タイトルバック：「Are You Gonna Go My Way」（Lenny Kravitz） - タイトルバックのBGMとしてイントロ部分がループされていた。

## スタッフ
- プロデューサー：梁典雄
- ディレクター：濱星彦、植田年充、川元敦雄
- 構成：萩原芳樹、倉本美津留
- ブレーン：古本照夫、中澄克司、杉岡みどり
- 制作著作：関西テレビ

| 関西テレビ 月曜19:00枠                                            | 関西テレビ 月曜19:00枠                         | 関西テレビ 月曜19:00枠                           |
| 前番組                                                            | 番組名                                         | 次番組                                           |
| ----------------------------------------------------------------- | ---------------------------------------------- | ------------------------------------------------ |
| さんまのまんま （1985年4月8日 - 1994年3月） 【金曜19:00枠へ移動】 | クイズ関西人の脳みそ （1994年4月 - 1994年9月） | 超人ドッジボール伝説 （1994年10月 - 1994年12月） |